# Cangur rata de musell llarg
El cangur rata de musell llarg (Potorous tridactylus) és una espècie de cangur rata australià. És considerat una espècie amenaçada a Victòria (Flora Fauna Guarantee Act 1988) i vulnerable a Queensland (Nature Conservation Act 1992) i a tot el país (Environment Protection and Biodiversity Conservation Act 1999), tot i que la Unió Internacional per a la Conservació de la Natura (UICN) la cataloga com en risc mínim.